# Социалистическая партия Малайзии
Социалистическая партия Малайзии (малайск. Parti Sosialis Malaysia, PSM) — левая политическая партия в Малайзии.
Ответвление от Народной партии Малайзии (Parti Rakyat Malaysia), изначально поддерживавшей ту же социалистическую идеологию. Первые десять лет после её основания в 1998 году Федеральное правительством Малайзии отказывалось официально регистрировать партию, называя её «угрозой национальной безопасности». Министерство внутренних дел дало ей зелёный свет лишь в июне 2008 года.
В выборах 1999 и 2004 года её кандидаты участвовали в рядах других партий, например Партии народного действия. На парламентских выборах 2008 года был избран первый депутат Социалистической партии, победивший в своём округе под знаменем Партии народной справедливости.